# Trois couleurs (magazine)
Pour les articles homonymes, voir Trois couleurs.
Troiscouleurs (ou TROISCOULEURS) est un magazine culturel édité par le groupe MK2, portant le nom de la trilogie cinématographique de Krzysztof Kieślowski produite par mk2. Créé en 2002, le magazine s'est imposé comme une référence dans le domaine du cinéma et de la culture[passage promotionnel]. Il est distribué dans les cinémas MK2, dans le réseau Fnac Île-de-France et dans 250 lieux de culture et de consommation de l'agglomération parisienne. Le média cinéphile, défricheur et engagé a également une présence active sur sa version digitale et sur les réseaux sociaux.

## Historique

### Lancement
Lancé en 2002, Troiscouleurs est initialement conçu comme un mensuel destiné à promouvoir les actualités des salles mk2, incluant débats, cycles de projections et sorties cinématographiques.

### Refonte et nouvelle ligne éditoriale
En 2006, sous l’impulsion d’Elisha Karmitz, le magazine est transformé en un journal culturel parisien couvrant trois axes majeurs : le cinéma, les autres formes de création culturelle (bande dessinée, danse contemporaine, etc.), et les nouvelles technologies. Le premier numéro de cette nouvelle formule, dirigé par Aureliano Tonet, paraît en mars 2007. Gratuit, le magazine atteint une diffusion de près de 200 000 exemplaires.

### Années 2010: expansion et affirmation éditoriale
En 2013, sous la direction d’Étienne Rouillon, Troiscouleurs met l’accent sur le reportage et le décryptage, en s’éloignant du circuit promotionnel traditionnel. En 2014, Juliette Reitzer prend la rédaction en chef et renforce une ligne éditoriale « cinéphile, défricheuse et engagée », avec des thématiques sociétales fortes et des entretiens approfondis avec des figures du cinéma comme Isabelle Huppert, David Fincher ou Jeff Nichols.

### Pandémie et virage numérique
Pendant la crise sanitaire, le magazine suspend sa parution papier mais développe le projet digital Festival à la maison (ancêtre de la plateforme de streaming du groupe mk2 : Curiosity), proposant articles exclusifs, interviews et films en ligne. En 2020, Troiscouleurs revient en version papier avec une nouvelle formule : un format plus grand, une pagination augmentée et des entretiens marquants, comme celui de Béatrice Dalle dans son numéro inaugural.

### Évolution récente
En 2023, Timé Zoppé devient rédactrice en chef. Le magazine célèbre sa 200e édition en septembre et affirme son ancrage numérique avec une production quotidienne d’articles et vidéos sur son site, ses newsletters et ses réseaux sociaux. Troiscouleurs publie également chaque hiver un numéro spécial, « Nos 25 de moins de 25 ans », mettant en lumière les jeunes talents du cinéma.

## Format et diffusion
Troiscouleurs est aujourd'hui[Depuis quand ?] un média hybride :
- Magazine papier : Gratuit, publié mensuellement avec un format de 100 pages.
- Plateforme digitale : Contenus exclusifs publiés quotidiennement sur le site web, les réseaux sociaux et via des newsletters.
- Collaborateurs : Une équipe de six journalistes permanents et une trentaine de contributeurs réguliers.

## Ligne éditoriale
La ligne éditoriale de Troiscouleurs repose sur trois piliers :
1. Le cinéma : Une couverture approfondie de l’actualité cinématographique, avec des entretiens exclusifs et des analyses pointues[non neutre].
2. La culture : Un focus sur diverses formes d’art et de création, incluant littérature, spectacles, expositions et musique.
3. Les nouvelles technologies : Une exploration des intersections entre culture et numérique, des jeux vidéo aux réseaux sociaux.

Le magazine se distingue par son approche engagée, ses dossiers thématiques (ex. « Queer est l’avenir »)[réf. souhaitée] et son ambition de refléter les évolutions sociétales à travers le prisme culturel.